# Valga (stacja kolejowa)
Valga – stacja kolejowa w miejscowości Valga, w prowincji Valgamaa w południowej Estonii. Węzeł linii do Tartu, Rygi i Pskowa. Jest jedyną estońską stacją graniczną na granicy z Łotwą.
Valga jest stacją węzłową. Łączą się w niej linie Valga – Koidula, Valga – Ryga i Tartu – Valga.